# Pudel toy

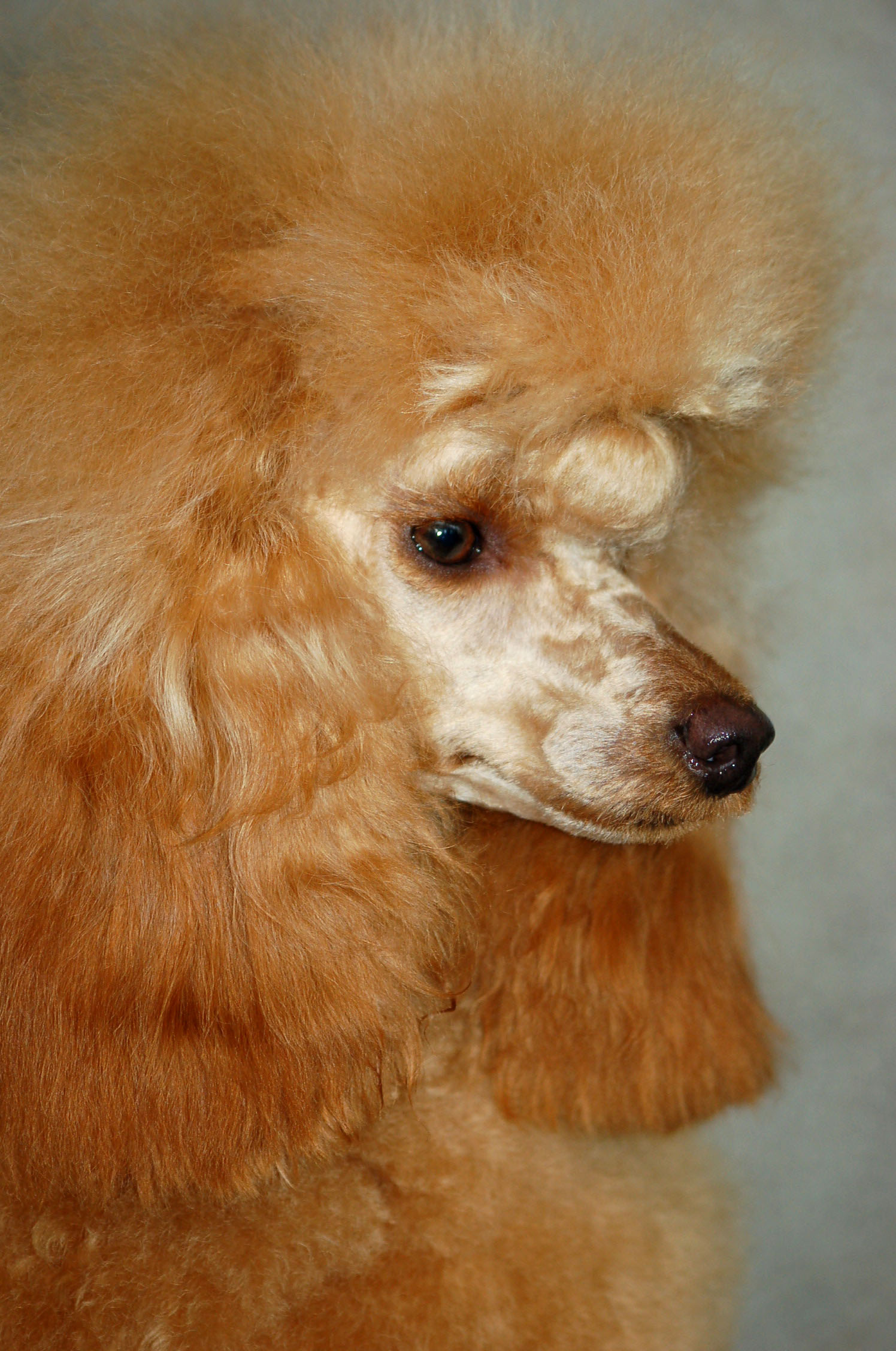
Pudel toy

Pudel Toy to jedna z ras psów, należąca do grupy IX (Psy ozdobne i do towarzystwa) oraz do sekcji 2 (pudle). Odmiana toy jest najmniejszą z czterech odmian pudla (za pudlem dużym, średnim i miniaturowym).  

## Historia
Chociaż pudle znane są w Europie już od kilkuset lat, ich pochodzenie nie jest do końca wyjaśnione. Za ich rodzinny kraj oficjalnie uważa się Francję, ale istnieją dowody, że rasa mogła powstać także w Niemczech lub w Danii. Do przodków rasy zalicza się między innymi francuskie psy wodne (rasa obecnie niemal już nieistniejąca) oraz węgierskie psy myśliwskie. Nazwa pudel pierwotnie oznaczała prawdopodobnie „psa bawiącego się w wodzie”, czyli po prostu psa polującego na ptactwo wodne. Pudle golono na tułowiu, by umożliwić im pływanie, a gęste futro na nogach zostawiano, by uchronić kończyny przed ostrymi krzewami i trzcinami. W późniejszych czasach Francuzi odkryli inteligencję i talent aktorski tych psów i zrobili z nich zwierzęta cyrkowe, co nie wpłynęło korzystnie na ich reputację. W XVIII wieku pudle stały się ulubieńcami na królewskich dworach, a wówczas mało kto już pamiętał, że rasa świetnie sprawdzała się na polowaniach. Pudel stał się typowym „francuskim pieskiem”, czyli kanapowym pieszczoszkiem z kokardkami. Wówczas też wyhodowano dwie małe odmiany dużego pudla – miniaturową oraz najmniejszą – Toy. Dzisiaj pudle uważane są za psy wyłącznie do towarzystwa, choć w rzeczywistości są to zwierzęta wybitnie inteligentne i wszechstronne. 

## Wygląd

### Budowa
Pudel Toy to niewielki, elegancki piesek, mający 24–28 cm w kłębie i ważący około 3–4 kg. Jego czaszka jest zaokrąglona, stop niezbyt wyraźny, kufa wydłużona. Uszy długie i płaskie, przylegające do policzków. Oczy w kształcie migdałów, patrzące bystro i czujnie. Zgryz nożycowy, uzębienie mocne i kompletne. Wyraźna bruzda czołowa i grzebień potyliczny (ten ostatni może być słabiej zaznaczony niż u odmiany miniaturowej). Szyja mocna, średniej długości, łukowato wygięta, bez luźnej skóry. Sylwetka kwadratowa, o możliwie zbliżonej długości i wysokości w kłębie. Klatka piersiowa pełna, grzbiet prosty, krótki, nie może być karpiowaty ani łęgowaty. Ogon osadzony wysoko. Kończyny proste, równoległe, o dobrze umięśnionych udach. Łapy małe, owalne, o wysklepionych palcach.

### Szata i umaszczenie
Sierść gęsta, elastyczna, wełnista, przypominająca owcze runo. Dopuszczalne są wszystkie jednolite umaszczenia. 
Wyróżnia się trzy typy strzyżenia pudli odmiany Toy:
Pet Clip (zwane też Puppy Clip)sierść dość krótka, brzuch, kufa, policzki, podgardle i łapy niemal łyse, dłuższe włosy na kończynach przednich i tylnych, najdłuższe na głowie, uszach, karku i części grzbietu, a specjalnie modelowane na szyi i tylnej stronie grzbietu. Na ogonie pompon.
English Sadle Clipwygolone na krótko tylne partie ciała i pełna okrywa od talii aż po głowę. Pompony na stawach kończyn i ogonie.
Continental Clippełna okrywa na klatce piersiowej i żebrach, zad oraz kończyny ogolone. Na biodrach duże pompony, bransoletki wokół kostek.

## Charakter
Pudel Toy to piesek żywy, wesoły, pełen temperamentu. Jest bardzo wrażliwy i czuły, a przy tym niezwykle inteligentny. Doskonale nadaje się do szkolenia, choć niewielu opiekunów korzysta z jego talentu do uczenia się. Lubi towarzystwo ludzi, jest przyjazny, chętny do zabawy, bardzo przywiązuje się do opiekunów. W stosunku do obcych zachowuje rezerwę. Nieszkolone osobniki mogą być zbyt szczekliwe, ale odpowiedni trening na pewno temu zaradzi. 

## Zdrowie
Rasa ma tendencje do infekcji uszu, łzawienia oczu, kłopotów z układem trawiennym, zaburzeniami pracy serca, PRA (Progressive Retinal Atrophy) oraz IMHA (Immune Mediated Hemolytic Anemia).